# Легіст
Легісти (від лат. Lex — закон) — юристи, правники, котрі обіймали посади королівських радників.
Розробляли та впроваджували римське право, яке вони протиставляли праву звичайному. Особливе значення набули у Франції в XIII ст. Легісти — вихідці з міських станів, займали адміністративні та судові посади в державному апараті; зіграли велику роль в процесі централізації Франції.
Легістами іноді називають також філософів-«законників» Китаю, дивись фацзя.